# Katharina Seifried
Katharina Seifried (* 29. Mai 1904 in Bad Vilbel; † 16. März 1991 in Freiburg im Breisgau) war eine deutsche Politikerin der KPD.

## Leben
Katharina Seifried wurde als ältestes Kind einer 10-köpfigen Arbeiterfamilie in Bad Vilbel geboren. 1928 trat sie, ihr Vater war SPD-Mitglied, ebenfalls der SPD bei. 1930 wechselte sie zur KPD. Als aktives Mitglied sprach sie in öffentlichen Versammlungen gegen den Nationalsozialismus. Im Zusammenhang mit der Diskussion um den Panzerkreuzerbau (Panzerkreuzer-Debatte), der für sie die Vorbereitung auf einen Krieg bedeutete, wurde sie 1932 wegen „staatsfeindlicher Äußerungen“ zu neun und nochmal zu sechs Monaten Haft verurteilt. Durch einen Hungerstreik erreichte sie aber ihre Freilassung. Mit Beginn der NS-Zeit wurde sie steckbrieflich gesucht und musste „untertauchen“. Trotzdem wurde sie 1933 in Leipzig verhaftet und ins KZ Hohnstein gebracht. Dort erlitt sie schwere Misshandlungen, von denen sie sich nie wieder ganz erholte. Schwer krank wurde sie im Mai 1934 entlassen.
1939 heiratete sie Karl Seifried und kam dadurch in den süddeutschen Raum. Ihr Mann wurde als Kriegsgefangener an der Kanalküste zur Räumung von Minen eingesetzt, wo er 1946 tödlich verunglückte. 1946 half sie in Freiburg mit, die KPD neu zu organisieren. Sie gehörte von 1946 bis 1947 der Beratenden Landesversammlung des Landes Baden an und wurde 1947 als Abgeordnete in den Badischen Landtag gewählt. Im Juni 1951 legte sie ihr Landtagsmandat nieder. Bis zum KPD-Verbot 1956 war sie Kommunalpolitikerin im Stadtrat und im Kreistag. 1968 trat sie der neu gegründeten DKP bei.